# Zespół Marcusa Gunna
Zespół Marcusa Gunna (zespół/fenomen Gunna, ang. Marcus Gunn Jaw-Winking syndrome) – rzadki zespół neurologiczny, polegający na podnoszeniu się opadniętej powieki podczas ruchów żuchwy, np. otwierania ust, uśmiechu, skręceniu żuchwy w przeciwną stronę (współruch żuchwowo-powiekowy). Zespół został opisany przez szkockiego okulistę Roberta Marcusa Gunna w 1883 roku.